# Ethobunus
Ethobunus is een geslacht van hooiwagens uit de familie Zalmoxioidae.
De wetenschappelijke naam Ethobunus is voor het eerst geldig gepubliceerd door Chamberlin in 1925. 

## Soorten
Ethobunus omvat de volgende 33 soorten:
- Ethobunus acanthotibialis
- Ethobunus albitrochanteris
- Ethobunus armatus
- Ethobunus atroluteus
- Ethobunus brasiliensis
- Ethobunus brevis
- Ethobunus calvus
- Ethobunus ceriseus
- Ethobunus cubensis
- Ethobunus filipes
- Ethobunus foliatus
- Ethobunus gertschi
- Ethobunus goodnighti
- Ethobunus gracililongipes
- Ethobunus gracilipes
- Ethobunus llorensis
- Ethobunus longus
- Ethobunus meridionalis
- Ethobunus minutus
- Ethobunus misticus
- Ethobunus oaxacensis
- Ethobunus parallelus
- Ethobunus pecki
- Ethobunus rectipes
- Ethobunus simplex
- Ethobunus tarsalis
- Ethobunus tenuis
- Ethobunus trochantericus
- Ethobunus tuberculatus
- Ethobunus vitensis
- Ethobunus xiomarae
- Ethobunus zalmoxiformis
- Ethobunus zebroides

(Ethobunus pilosus => Trypophobica pilosa)